# Schmeheim
Schmeheim település Németországban, azon belül Türingiában. Lakosainak száma 250 fő (2023. december 31.). Schmeheim Marisfeld és Oberstadt községekkel határos.

## Népesség
A település népességének változása:
| Lakosok száma | 284  | 275  | 266  | 255  | 250  |
|               | 2017 | 2019 | 2021 | 2022 | 2023 |